# Любомеж (Бохенський повіт)
Любомеж (пол. Lubomierz) — село в Польщі, у гміні Лапанув Бохенського повіту Малопольського воєводства.
Населення — 257 осіб (2011).
У 1975-1998 роках село належало до Тарновського воєводства.

## Демографія
Демографічна структура станом на 31 березня 2011 року:
|          | Загалом | Допрацездатний вік | Працездатний вік | Постпрацездатний вік |
| -------- | ------- | ------------------ | ---------------- | -------------------- |
| Чоловіки | 132     | 33                 | 84               | 15                   |
| Жінки    | 125     | 34                 | 61               | 30                   |
| Разом    | 257     | 67                 | 145              | 45                   |